# Canton de Marseille-Notre-Dame-du-Mont
Le canton de Marseille-Notre-Dame-du-Mont est une ancienne division administrative française située dans le département des Bouches-du-Rhône, dans l'arrondissement de Marseille. Ancien canton de Marseille-II.[Quoi ?]

## Composition
Le canton de Marseille-Notre-Dame-du-Mont se composait d’une fraction de la commune de Marseille. Il comptait 32 980 habitants (population municipale) au 1er janvier 2012.
| Nom                                     | Code Insee | Intercommunalité                   | Population (dernière pop. légale)                |
| --------------------------------------- | ---------- | ---------------------------------- | ------------------------------------------------ |
| Marseille 5e Arrondissement (chef-lieu) | 13055      | Métropole d'Aix-Marseille-Provence | Fraction : 11 506(2012) Commune : 862 211 (2016) |

Quartiers de Marseille inclus dans le canton (parties des 5e et 6e arrondissements) :
- Baille ;
- La Conception ;
- Notre-Dame-du-Mont ;
- Castellane ;
- Cours Julien ;
- Vauban ;
- Palais-de-Justice ;
- Préfecture.

## Représentation

### conseillers généraux de 1833 à 1871 (canton de Marseille-Sud intra muros)
| Période                                  | Période          | Identité                                                | Étiquette | Qualité |
| ---------------------------------------- | ---------------- | ------------------------------------------------------- | --------- | --- |
| 1833                                     | 1848             | Alexis-Joseph Rostand                                   |           | Industriel et négociant Maire de Marseille (1830-1832) Président du Conseil Général (1835-1848)                   |
| 1848                                     | 1852 (démission) | Alexandre Clapier                                       |           | Avocat Conseiller municipal de Marseille Président du Conseil Général (1850-1852) Député (1846-1848 et 1871-1876) |
| 1852                                     | 1870             | Comte Bonaventure de la Cropte de Chanterac (1806-1883) |           | Membre du Conseil d'État Maire de Marseille (1849-1854)                                                           |
| 1870                                     | 1871             | Emmanuel Barthélemy                                     |           | Membre du Conseil d'État Maire de Marseille (mars-avril 1848)                                                     |
| Les données manquantes sont à compléter. |                  |                                                         |           | |

### conseillers généraux de 1871 à 2015 (canton de Marseille-II puis Marseille-Notre-Dame-du-Mont)
| Période                                  | Période          | Identité                            | Étiquette           | Qualité |
| ---------------------------------------- | ---------------- | ----------------------------------- | ------------------- | --- |
| 1871                                     | 1875 (démission) | Alexandre Labadié                   | Gauche républicaine | Négociant en draps Député (1876-1881) |
| 1875                                     | 1877 (démission) | Albin Thourel                       |                     | Avocat et professeur de droit |
| 1878                                     | 1880             | Ernest Delibes (1825-1908)          | Républicain         | Professeur de lycée à Marseille |
| 1880                                     | 1886             | Geoffroy Velten                     | Républicain         | Brasseur à Marseille Sénateur (1883-1912) Conseiller municipal de Marseille |
| 1886                                     | 1887 (décès)     | Marquis Ernest de Pleuc (1824-1887) | Républicain         | Avocat à Marseille |
| 1887                                     | 1910             | Henri Thourel (1845-1926)           | Républicain Rad.    | Magistrat Directeur administratif de l'asile de Vaucluse Président du Conseil Général |
| 1910                                     | 1934             | Louis Régis (1857-1939)             | URD                 | Armateur à Marseille, conseiller d'arrondissement Associé de la Société MANTE et Cie (produits chimiques)                                                                                 |
| 1934                                     | 1940             | Henry Ponsard                       | URD                 | Courtier en marchandises Député (1936-1940) |
|                                          |                  |                                     |                     | |
| 1945                                     | 1949             | Jean Sénatore (1909-1983)           | PCF                 | Ancien résistant FFI |
| 1949                                     | 1961             | Henry Bergasse                      | ARS puis CNIP       | Avocat, ancien résistant- Député (1946-1962) Ministre (1953) Conseiller municipal de Marseille, ancien conseiller d'arrondissement                                                        |
| 1961                                     | 1967             | Théophile Lombard (1907-1991)       | DVD                 | Avocat |
| 1967                                     | 1979             | Charles Bonifay                     | SFIO puis PS        | Instituteur puis chargé de cours à la Faculté de droit d'Aix-en-Provence Sénateur (1980-1989) Ancien conseiller municipal de Cuges-les-Pins Conseiller municipal de Marseille (1971-1977) |
| 1979                                     | 1985             | Hyacinthe Santoni                   | RPR                 | Directeur d'école Député (1981-1986) |
| 1985                                     | 1992             | Jean Roussel                        | FN                  | Avocat Député (1986-1988) |
| 1992                                     | 1996 (démission) | Renaud Muselier                     | RPR                 | Médecin Député (1993-2012) |
| 1996                                     | 1998             | Marie-Jeanne Fay                    | RPR                 | Adjointe au maire de Marseille |
| 1998                                     | 2004             | Gabriel Malauzat                    | PS                  | Notaire à Marseille |
| 2004                                     | 2011             | Jocelyn Zeitoun                     | DVG puis PS         | Chirurgien-dentiste, orthodontiste Conseiller régional |
| 2011                                     | 2015             | Solange Biaggi                      | UMP                 | Adjointe au maire de Marseille (Commerce - Artisanat - Professions Libérales - Grand Centre-Ville)                                                                                        |
| Les données manquantes sont à compléter. |                  |                                     |                     | |

### Conseillers d'arrondissement du canton de Marseille-Sud intra muros (de 1833 à 1871)
| Période                                  | Période      | Identité                                  | Étiquette | Qualité                                                                                  |
| ---------------------------------------- | ------------ | ----------------------------------------- | --------- | ---------------------------------------------------------------------------------------- |
| 1833                                     | 1848 (décès) | Guillaume Bonaventure Milliau (1782-1848) |           | Fabricant de savons, membre de la Chambre de Commerce, conseiller municipal de Marseille |
| Les données manquantes sont à compléter. |              |                                           |           |                                                                                          |

### Conseillers d'arrondissement du canton de Marseille-II (de 1871 à 1940)
| Période                                  | Période      | Identité                           | Étiquette                     | Qualité |
| ---------------------------------------- | ------------ | ---------------------------------- | ----------------------------- | --- |
| 1871                                     | 1885 (décès) | Louis-Gabriel Deroux (1821-1885)   |                               | Tailleur rue Saint-Ferréol                                                                                  |
| 1886                                     | 1892         | Amable Martin Trémelat (1837-1900) |                               | Conseiller municipal, Président du Conseil d'arrondissement                                                 |
| 1892                                     | 1895         | Léon Gastinel                      | Républicain                   | Négociant                                                                                                   |
| 1895                                     | 1907         | Édouard Gourret (1864-1925)        | Radical                       | Vétérinaire municipal, Président du Conseil d'arrondissement                                                |
| 1907                                     | 1910         | Louis Régis                        | Droite                        | Armateur à Marseille                                                                                        |
| 1910                                     | 1913 (décès) | Louis Auphan                       |                               | Minotier, propriétaire rue Moustier à Marseille                                                             |
| 1913                                     | 1919         | H. Latapie                         | Républicain anticollectiviste | Négociant                                                                                                   |
| 1919                                     | 1922         | Louis Blain                        | Républicain progressiste      | Secrétaire particulier du député Eugène Pierre                                                              |
| 1922                                     | 1937         | Albert Rouslacroix                 | Modéré                        | Médecin-chef des hôpitaux                                                                                   |
| 1937                                     | 1940         | Henry Bergasse                     | PSF                           | Avocat à Marseille                                                                                          |
| 1940                                     |              |                                    |                               | Les conseils d'arrondissement ont été suspendus par la loi du 12 octobre 1940 et n'ont jamais été réactivés |
| Les données manquantes sont à compléter. |              |                                    |                               | |

## Monuments

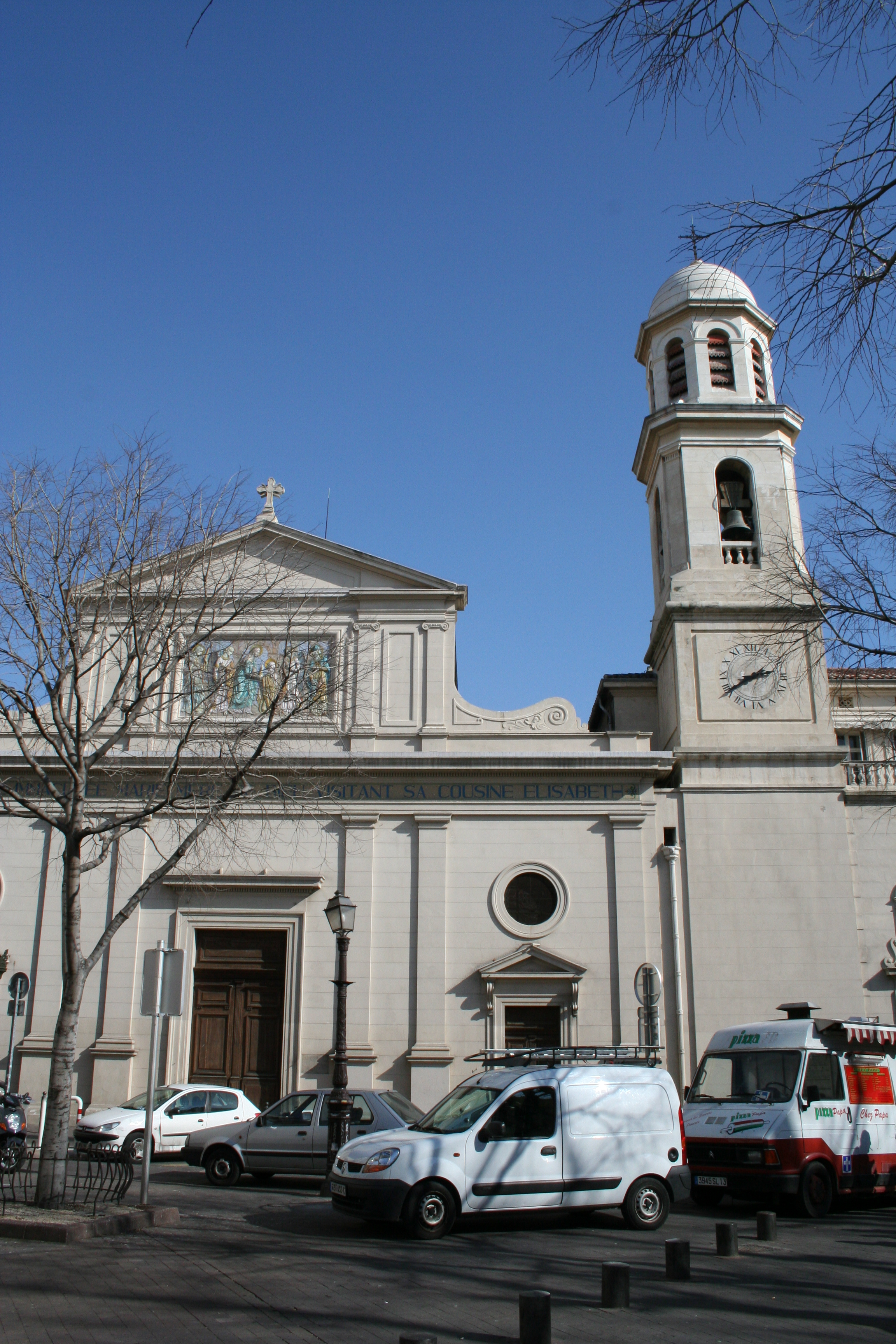
L'église Notre-Dame-du-Mont.
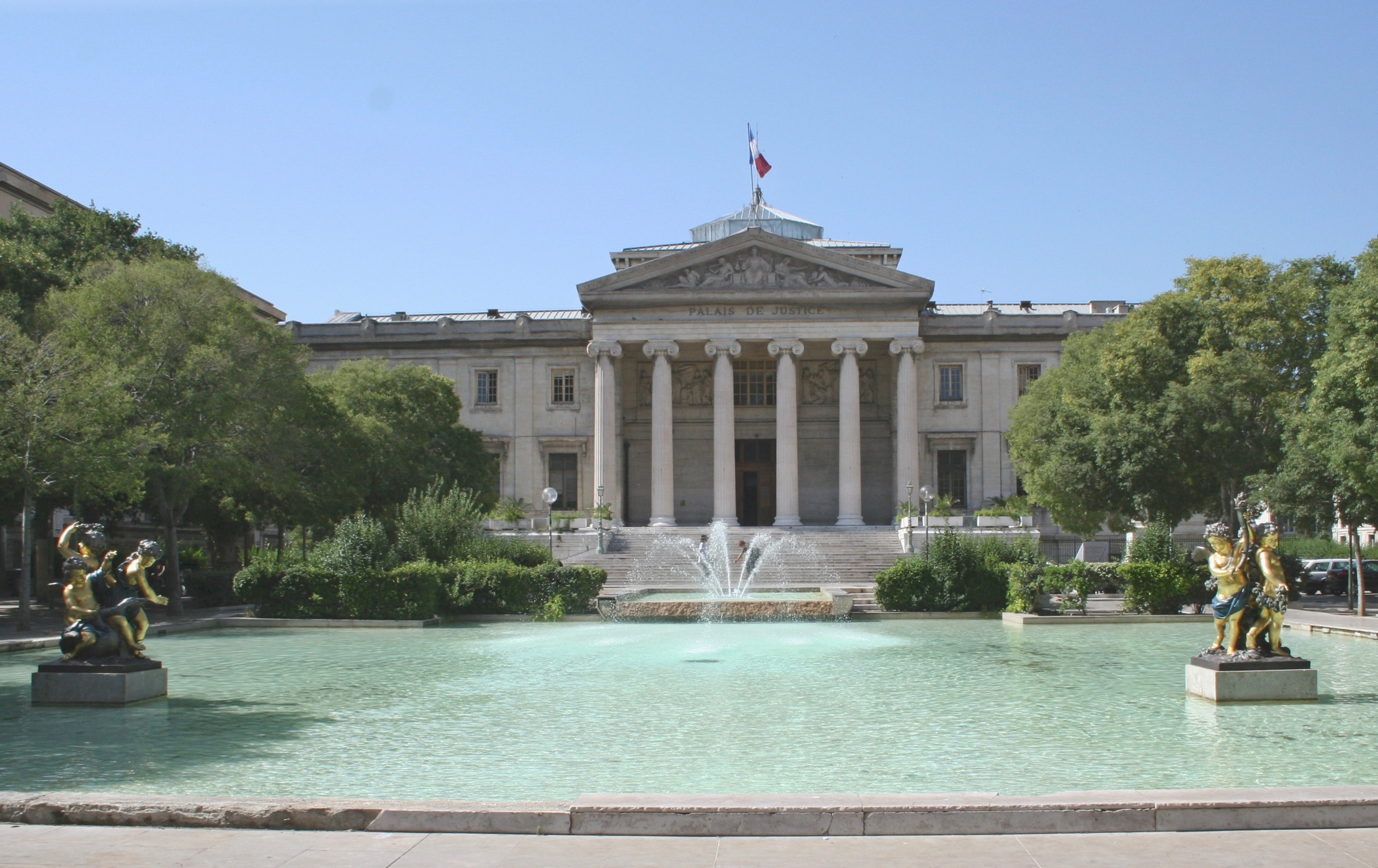
Le palais de justice.

## Démographie
| 1982 | 1990   | 1999   | 2006   | 2011   | 2012   |
| ---- | ------ | ------ | ------ | ------ | ------ |
| -    | 39 389 | 41 705 | 33 032 | 33 141 | 32 980 |